# AC Monza
Associazione Calcio Monza este o echipă de fotbal din Monza, Lombardia care evoluează în Serie A. AC Monza a jucat în Serie A din sezonul 2022–23 până în 2025.

## Istorie
AC Monza a fost fondată în 1912. A jucat în Serie B timp de 38 sezoane.

## Lotul actual
La 31 ianuarie 2024.
| Nr. |                       | Poziție | Jucător                                         |
| --- | --------------------- | ------- | ----------------------------------------------- |
| 2   | Italia                | F       | Giulio Donati                                   |
| 4   | Italia                | F       | Armando Izzo                                    |
| 5   | Italia                | F       | Luca Caldirola                                  |
| 6   | Italia                | M       | Roberto Gagliardini                             |
| 7   | Guineea Ecuatorială   | M       | José Machín                                     |
| 8   | Coasta de Fildeș      | M       | Jean-Daniel Akpa Akpro (împrumutat de la Lazio) |
| 9   | Italia                | A       | Lorenzo Colombo (împrumutat de la AC Milan)     |
| 10  | Italia                | A       | Gianluca Caprari                                |
| 11  | Bosnia și Herțegovina | A       | Milan Đurić                                     |
| 13  | Portugalia            | F       | Pedro Pereira                                   |
| 16  | Italia                | P       | Michele Di Gregorio                             |
| 18  | Italia                | F       | Davide Bettella                                 |
| 19  | Italia                | F       | Samuele Birindelli                              |
| 20  | Italia                | A       | Alessio Zerbin (împrumutat de la Napoli)        |
| 21  | Argentina             | M       | Valentín Carboni (împrumutat de la Inter Milan) |

| Nr. |            | Poziție | Jucător                                            |
| --- | ---------- | ------- | -------------------------------------------------- |
| 22  | Spania     | F       | Pablo Marí                                         |
| 23  | Italia     | P       | Alessandro Sorrentino                              |
| 27  | Italia     | A       | Daniel Maldini (împrumutat de la AC Milan)         |
| 28  | Italia     | M       | Andrea Colpani                                     |
| 32  | Italia     | M       | Matteo Pessina (căpitan)                           |
| 33  | Italia     | F       | Danilo D'Ambrosio                                  |
| 38  | Franța     | M       | Warren Bondo                                       |
| 44  | Italia     | F       | Andrea Carboni                                     |
| 47  | Portugalia | A       | Dany Mota                                          |
| 66  | Italia     | P       | Stefano Gori (împrumutat de la Juventus)           |
| 77  | Grecia     | F       | Georgios Kyriakopoulos (împrumutat de la Sassuolo) |
| 79  | Serbia     | M       | Matija Popović                                     |
| 80  | Italia     | A       | Samuele Vignato                                    |
| 84  | Italia     | A       | Patrick Ciurria                                    |

## Jucători notabili
| - Francesco Antonioli - Evaristo Beccalossi - Ariedo Braida - Marco Branca - Ruben Buriani - Pierluigi Casiraghi - Luciano Castellini - Alessandro Costacurta - Walter De Vecchi - Luigi Di Biagio - Patrice Evra - Maurizio Ganz - Jean Francois Gillet - Daniele Massaro - Aurelio Milani |  | - Paolo Monelli - Emiliano Mondonico - Giulio Nuciari - Davide Pinato - Felice Pulici - Anselmo Robbiati - Fulvio Saini - Claudio Sala - Patrizio Sala - Giovanni Stroppa - Carlo Tagnin - Giuliano Terraneo - Marco Zaffaroni |

## Titluri
- Coppa Anglo-Italiana: 1
- Coppa Italia Semiprofessionisti: 2
- Coppa Italia Serie C: 2